# ブリックフィールダー
ブリックフィールダー(英: brickfielder)とは、オーストラリア南部の砂漠地帯で夏に吹く、乾燥した高温風のこと。
内陸の乾燥地帯から南向きに吹き、海岸地帯にも吹き荒れる。しばしば砂塵嵐を伴う。これは、内陸地域では夏の強い日照により植物が枯れて表土が荒れ、舞い上がりやすくなってしまうためである。一度に数日程度吹き続けることもあり、その間砂塵が降り注ぎ続け、屋外の植物は高温と乾燥の厳しい環境にさらされ続ける。
ただし、ブリックフィールダーは、ある一面では"healthy wind"（健康的な風）でもある。高温と乾燥という厳しい環境は、人間に悪影響を及ぼす病原菌にとっても厳しい環境であるため、それらもダメージを受けて減少するからである。
大抵の場合、北寄りの風であるブリックフィールダーの後には、涼しい空気と曇天をもたらす"southerly burster"（サウザリー・バースター）という風が吹く。2つの風は、実は同じ1つの低気圧によって引き起こされるものである。温帯低気圧の場合はどの地域でも言えることだが、低気圧とその周辺の風向の関係から、東向きに低気圧が進む場合、強い北風（北半球なら南風）の後に前線が通過して風向が急変し、南風（北半球なら北風）が吹く。